# ATCC
ATCC 또는 American Type Culture Collection은 연구 및 개발을 위해 표준 참조 미생물, 세포주 및 기타 물질을 수집, 저장 및 배포하는 비영리단체이다. 1925년에 미생물 표본을 보관하고 배포하는 국가센터 역할을 하기 위해 설립된 ATCC는 이후 150개국 이상에서 배포할 수 있도록 성장했다. 현재 세계에서 가장 큰 일반 배양 수집처(general culture collection)이다.

## 제품 및 컬렉션
ATCC의 컬렉션에는 세포주, 미생물 및 바이오 제품을 포함한 광범위한 연구용 생물학적 재료가 있다. 3,000 개 이상의 인간 및 동물 세포주와 1,200 개 이상의 하이브리도마를 보유하고 있다. ATCC의 미생물 컬렉션에는 18,000 개 이상의 박테리아 균주뿐만 아니라 3,000 개의 서로 다른 유형의 동물 바이러스 및 1,000 개의 식물 바이러스가 포함된다. 또한, ATCC는 7,500 종 이상의 효모 및 균류 종과 1,000 종의 원생동물, 효모 및 균류 컬렉션을 보유하고 있다.

## 서비스
생물 저장소 및 유통 업체 역할 외에도 ATCC는 생물 자원 센터로서 전문 서비스를 제공한다. 개인과 그룹은 자신의 세포 배양에 대한 안전 보관 서비스를 사용하여 필요한 경우 귀중한 생체 물질에 대한 안전한 백업을 제공 할 수 있다. ATCC는 또한 특허 자료의 안전한 샘플을 보유하고 특허 보유자의 지침과 승인에 따라 배포할 수 있다. ATCC는 또한 자체 배양 컬렉션의 처리를 아웃소싱하고자하는 기관, 기관 및 회사에 생물학적 저장소 관리 서비스를 제공한다. ATCC는 또한 미생물 연구에 필요한 시약, 도구 및 정보를 제공하는 BEI 리소스를 관리한다.
ATCC는 또한 생물학적 시약 및 분석 품질에 대한 표준을 설정하는 역할을 한다. 이러한 표준은 미국 식품의약국(US FDA)과 미국 농무부(USDA) 뿐만 아니라 AOAC International, CLSI(임상 및 실험실 표준 연구소), 미국 약전(Pharmacopeia) 및 세계 보건기구(WHO)와 같은 조직에서 사용 한다. ATCC에서 생산 한 표준은 치료 및 진단 의료 제품 개발, 식품 안전, 수질 및 환경 테스트를 포함한 광범위한 응용 분야에서 사용되며 실행 가능한 법의학 정보를 얻기 위해 사용된다.

## 시설
ATCC 본사 및 생산 시설은 126,000 제곱피트 (11,700 m2)로  버지니아 주 머내서스(Manassas)에 있다. 이 시설은 18,000 제곱피트 (1,700 m2) 증기 상 액체질소 냉동고, 기계식 냉동고 및 4° C 에 보관하기위한 냉장실을 포함하여 생체 물질을 저장하기위한 200개의 냉동고가 있는 생물학적 물질 저장소가 있다. 저장소의 전기는 현장 발전기에 의해 백업된다. 이 시설에는 35,000 제곱피트 (3,300 m2)의 실험실 공간이 있다.

## 고객
ATCC 제품 및 서비스는 학계와 정부 및 민간 산업의 연구자들이 국내 외적으로 사용하고 있다. ATCC 고객의 80 % 이상이 학계 및 산업계이며, 42 %는 대학 및 대학에서, 41 %는 민간 산업체 고객이다. 정부 고객은 조직 전체의 6 %를 차지한다. ATCC 고객의 4 분의 3은 미국 고객이고 나머지 25 %는 해외고객이다. ATCC는 유럽, 일본, 호주, 뉴질랜드, 홍콩, 싱가포르, 한국, 이스라엘 및 대만에서 공인 유통 업체를 유지하고 있으며 버지니아 시설에서 직접 기타 국제 배송을 한다. ATCC의 고객 기반을 대표하는 산업 중에는 제약, 생명 공학, 농업 및 진단 산업은 물론 식품, 음료 및 화장품 제조업체와 참조 및 테스트 연구소가 있다.
ATCC는 또한 영국의 NCPPB(National Collection of Plant Pathogenic Bacteria), BCCM(Belgian Co-ordinated Collections of Micro-organisms), 독일생물자원센터(Deutsche Sammlung von Mikroorganismen und Zellkulturen) (DSMZ, 또는 독일 미생물 및 세포 배양 컬렉션), 일본 연구 생물 자원 컬렉션 (JCRB) 및 기타 기관들과 협력관계에 있다.